# ناتان اگلینگتون
ناتان اگلینگتون (انگلیسی: Nathan Eglington؛ زادهٔ ۲ دسامبر ۱۹۸۰) بازیکن هاکی روی چمن اهل استرالیا است.